# Gullvik
Gullvik is een deelgebied (Delområde) in het stadsdeel Fosie van de Zweedse stad Malmö. De wijk telt 1380 inwoners (2013) en heeft een oppervlakte van 0,62 km². Gullvik is een residentiële, industriële en commerciële wijk. Hij ligt in de driehoek tussen de spoorlijn Kontinentbanan, Ystadvägen en de snelweg Inre ringvägen. Langs de randen van het gebied staan bedrijven. Het binnengebied bestaat uit villa's en herenhuizen. De meeste zijn opgericht in de jaren 1980, maar er zijn ook oudere. In het zuiden liggen de scholen Gullviksskolan en Gullviks förskola.